# Johannes Vilhelm Jensen
Johannes Vilhelm Jensen (20 tháng 1 năm 1873 – 25 tháng 11 năm 1950) là nhà thơ, nhà văn Đan Mạch đoạt giải Nobel Văn học năm 1944.

## Tiểu sử
Johannes Jensen sinh ở Farso, Jutland, Đan Mạch, là con một bác sĩ thú y. Từ thuở nhỏ ông ham đọc, yêu thiên nhiên và cuộc sống của người nông dân Đan Mạch, được mẹ và gia sư dạy học là chính, sau đó mới vào học ba năm ở trường Cathedral (Viborg, 1893). Ông tiếp tục theo học ngành y tại Đại học Copenhagen. Tuy nhiên, khi ra trường ông lại sống bằng nghề làm báo, viết văn và chú tâm đi sâu nghiên cứu văn học. Ông chịu ảnh hưởng rất lớn của Knut Hamsun và Rudyard Kipling. Từ thời sinh viên, Jensen đã kiếm tiền bằng cách viết truyện trinh thám dưới bút danh Ivar Lucke và bắt đầu sáng tác cuốn tiểu thuyết Danskere (Các người Đan Mạch). Với số nhuận bút nhận được, Jensen đi du lịch ngắn ngày sang Mỹ và bị chấn động trước mức sống cùng sự phát triển công nghệ ở đất nước này. Trở về, ông tiếp tục sáng tác tiểu thuyết, truyện ngắn, thơ. Tác phẩm nổi tiếng đầu tiên là bộ ba Nye Himmerland historier (Những câu chuyện mới ở Himmerland, 1904), ghi lại các truyền thuyết dân gian ở vùng quê hương ông. Vốn được đào tạo trong các môn khoa học chính xác, ông chứng tỏ mình là một bậc thầy của thứ ngôn ngữ chuẩn mực, súc tích, giàu hình tượng.
Bộ tiểu thuyết nổi tiếng nhất giúp ông nhận được giải Nobel năm 1944 là Den lange rejse (Đường dài, 6 tập), viết từ năm 1908 đến 1922, kể lại quá trình tiến hóa của con người từ nguyên thủy đến hiện đại. Tuy nhiên, do chiến tranh, đến năm 1945 lễ trao giải mới được tổ chức.
Người dân Đan Mạch vẫn so sánh ông với Knut Hamsun, Sigrid Undset và Thomas Mann bởi "sự nghiệp phong phú và sức mạnh hiếm có của tưởng tượng thơ ca kết hợp với sự khám phá đầy trí tuệ và tính độc đáo của văn phong" trong các tác phẩm của ông, những tác phẩm cho đến nay vẫn có giá trị to lớn đối với văn học Bắc Âu. Ông mất năm 1950 ở Kopenhagen.

## Tác phẩm
- Danskere (Người Đan Mạch, 1896), tiểu thuyết
- Himmerlandsfolk (Những người Himmerland, 1898), tập truyện
- Kongens fald (Vương triều sụp đổ, 1900-1901), tiểu thuyết lịch sử 3 tập
- Den gotiske renæssance (Phục hưng Gotic, 1901), tiểu luận
- Nye Himmerland historier (Những câu chuyện mới ở Himmerland, 1904), tập truyện
- Madame d'Ora (Bà Ora, 1904), tiểu thuyết
- Hemmerland historier. Tredie Samling (Những câu chuyện Himmerland. Tập ba, 1910), tập truyện
- Introduktion til vor tidsalder (Bước vào thời đại chúng ta, 1915), ký du lịch
- Digte (Thơ, 1904-1943), tuyển tập thơ
- Hjulet (Bánh xe, 1905), tiểu thuyết
- Myter (Truyền thuyết, 1907-1945), 9 tập, truyền thuyết và thần thoại
- Den lange rejse (Đường dài, 1908-1922), bộ 6 tiểu thuyết gồm:
  - Den table land (Xứ sở đã mất, 1919)
  - Bæen (Hầm lạnh, 1908)
  - Norne Gæst (Người khách Norne, 1919)
  - Cimbernes fog (Cuộc hành quân Cimbernes, 1922)
  - Skibet (Con tàu, 1912)
  - Christofer Columbus (1922)
- Årstiderne (Bốn mùa, 1923), tập thơ
- Åndens stadier (Các chặng đường nhận thức, 1928), khảo luận triết học
- Swift og Oehlenschläger (Swift và Oehlenschlọger, 1950), tiểu luận